# Aleksander Wysocki (aktor)
Aleksander Wysocki (ur. w 1952 w Toruniu) – polski aktor. 
W 1976 roku ukończył studia na PWST w Krakowie. Występował w wielu teatrach, m.in. w teatrze im. Edmunda Wiercińskiego we Wrocławiu (1981–1986), Studio w Warszawie (1986–1995) i Polskim w Poznaniu (1995–1996).

## Filmografia
- 2007: Kryminalni – Strzelczyk (odc. 79)
- 2006: Hiena – Bryndza
- 2006: Job, czyli ostatnia szara komórka – niewidomy
- 2005: Kochankowie z Marony – Gulbiński
- 2005: Wiedźmy – Lekarz weterynarii
- 2004: Ono – ksiądz
- 2001: Tam i z powrotem – Kulas
- 2001: Marszałek Piłsudski jako doktor, więzień w Cytadeli
- 2001: Reich – Pajac (zawodowy morderca)
- 2000: Gunblast vodka
- 1999: Ogniem i mieczem – Suchoruka
- 1995: Anioł śmierci – Człowiek z blizną
- 1992: Pierścionek z orłem w koronie
- 1991: Dzieci wojny
- 1981: Kobieta samotna – Witkowski
- 1981: Klejnot wolnego sumienia

## Polski dubbing
- 2011: Wiedźmin 2: Zabójcy królów –
  - Łowca Głów
  - Sheridan
- 2010: Ostatni władca wiatru – Stryj Iroh
- 2010: Mass Effect 2 – Vido Santiago
- 2009: Huntik: Łowcy tajemnic – Grier
- 2009: Dragon Age: Początek
- 2008: Gwiezdne wojny: Wojny klonów –
  - Generał Loathsom
  - Dr Droid
- 2008: Mass Effect
- 2007: W pułapce czasu – Roger
- 2006: Storm Hawks
- 2006: Fantastyczna Czwórka –
  - Ronan Oskarżyciel (odc. 1, 5, 14, 23)
  - Hulk (odc. 4)
  - Namor – Książę Atlantydy (odc. 8, 20)
- 2005: B-Daman – Armada
- 2004: Dom dla Zmyślonych Przyjaciół pani Foster –
  - Omnizot (odc. 50)
  - Sędzia (odc. 52)
- 2002−2003: He-Man i władcy wszechświata
- 2002: Mistrzowie kaijudo – Mistrz
- 2002: Gwiezdne wojny: część II – Atak klonów – Lama Su
- 2000: Diablo 2 –
  - Barbarzyńca
  - Marius
  - Warriv
  - Greiz
  - Kaelan
  - lektor
- 1997: Księżniczka Sissi
- 1994–1996: Iron Man: Obrońca dobra –
  - MODOK (odc. 14-26)
  - Century (Centaur) (odc. 14, w jednej scenie odc. 26)
  - Karmazynowy Tytan (odc. 17)
  - Jeden z członków A.I.M. (odc. 17)
  - Tytanion (odc. 20)
- 1992–1995: Prawdziwe przygody profesora Thompsona
- 1996–1998: Dennis Rozrabiaka
- 1993-1995: Malusińscy – Łowca
- 1990: Figle z Flintstonami
- 1991: Pomocy! To banda Kudłacza